# Amerykanie pochodzenia angielskiego

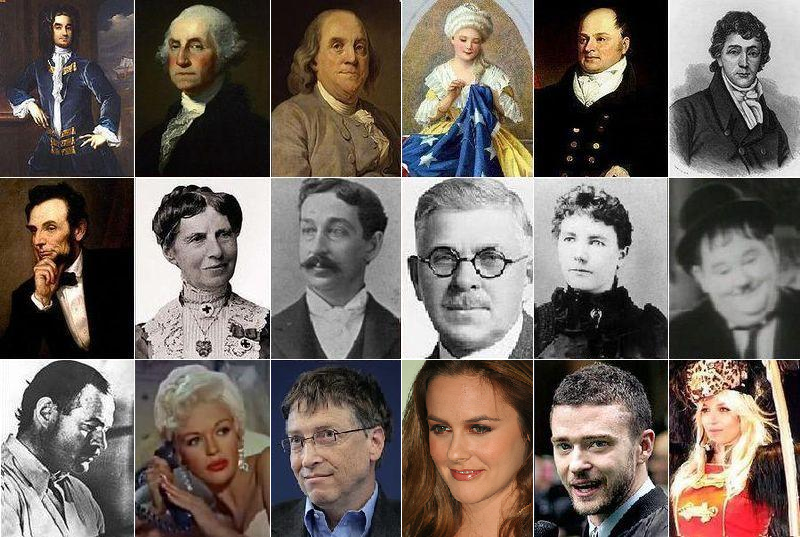

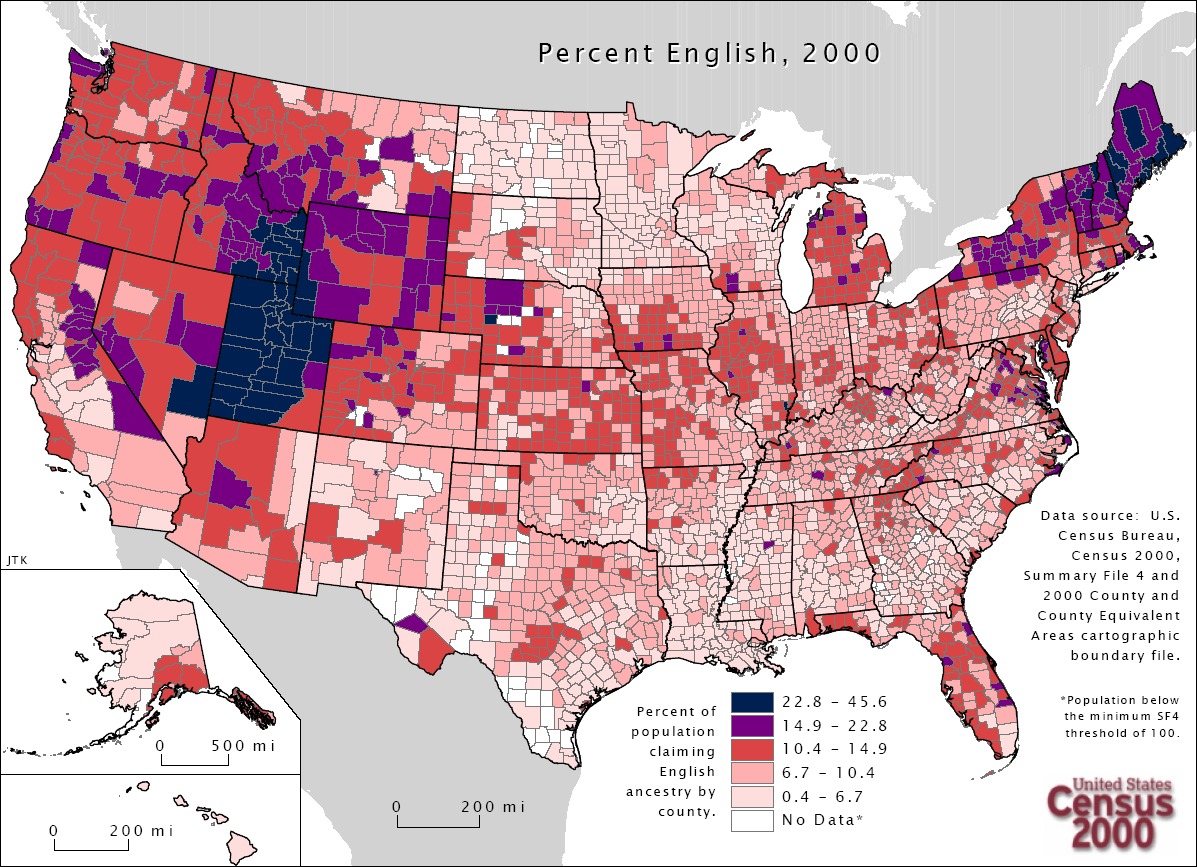
Procentowy udział Amerykanów pochodzenia angielskiego

Amerykanie pochodzenia angielskiego – osoby zamieszkujące Stany Zjednoczone, których przodkowie pochodzą z Anglii. Oficjalnie stanowią 27 657 961 osób, co stanowi 9% mieszkańców i czwartą grupę etniczną w USA.
Z Anglii wywodzi swoje korzenie 35 prezydentów, a także m.in. Bill Gates, Warren Buffett, Walt Disney, Elvis Presley, Stephen King, Michael Phelps.
| Stany z najliczniejszą populacją Amerykanów pochodzenia angielskiego | Stany z najliczniejszą populacją Amerykanów pochodzenia angielskiego | Stany z najliczniejszą populacją Amerykanów pochodzenia angielskiego | Stany z najwyższym procentowym udziałem Amerykanów pochodzenia angielskiego | Stany z najwyższym procentowym udziałem Amerykanów pochodzenia angielskiego | Stany z najwyższym procentowym udziałem Amerykanów pochodzenia angielskiego |
| 1                                                                    | Kalifornia                                                           | (2 521 355 – 7,4% populacji stanu)                                   | 1                                                                           | Utah                                                                        | (29,0%)                                                                     |
| 2                                                                    | Floryda                                                              | (1 468 576 – 9,2%)                                                   | 2                                                                           | Maine                                                                       | (21,5%)                                                                     |
| 3                                                                    | Teksas                                                               | (1 462 984 – 7%)                                                     | 3                                                                           | Vermont                                                                     | (18,4%)                                                                     |
| 4                                                                    | Nowy Jork                                                            | (1 140 036 – 6%)                                                     | 4                                                                           | Idaho                                                                       | (18,1%)                                                                     |
| 5                                                                    | Ohio                                                                 | (1 046 671 – 9,2%)                                                   | 5                                                                           | New Hampshire                                                               | (18.0%)                                                                     |
| 6                                                                    | Pensylwania                                                          | (966 253 – 7,9%)                                                     | 6                                                                           | Wyoming                                                                     | (15,9%)                                                                     |
| 7                                                                    | Michigan                                                             | (988 625 – 9,9%)                                                     | 7                                                                           | Oregon                                                                      | (13,2%)                                                                     |
| 8                                                                    | Illinois                                                             | (831 820 – 6,7%)                                                     | 8                                                                           | Montana                                                                     | (12,7%)                                                                     |
| 9                                                                    | Wirginia                                                             | (788 849 – 11,1%)                                                    | 9                                                                           | Delaware                                                                    | (12,1%)                                                                     |
| 10                                                                   | Pensylwania                                                          | (767 749 – 9,5%)                                                     | 10                                                                          | Kolorado, Rhode Island, Waszyngton                                          | (12,0% każdy)                                                               |